# 羅恩·沙倫貝格
羅恩·沙倫貝格（德語：Ron Schallenberg；1998年10月6日—）是一位德國足球運動員，在場上的位置是中場。他現在效力於沙尔克04。